# Йонас Фуррер
Йо́нас Фу́ррер (нім. Jonas Furrer) (3 березня 1805 року, Вінтертур, кантон Цюрих, Швейцарія — 25 липня 1861 року, Бад-Рагац, кантон Санкт-Галлен, Швейцарія) — швейцарський політик, перший президент Швейцарії. Член Радикально-демократичної партії.

## Біографія
Син слюсаря Йонаса Фуррера і Анни Магдалени Ханхарт. Закінчив школу в Вінтертурі, потім вчився правознавству в Цюриху, Гейдельберзі і Геттінгені. В 1828 році став прокурором в Вінтертурі, потім в Цюриху.
- 2 квітня — 31 грудня 1845 — бургомістр кантону Цюрих.
- 2 квітня — 31 грудня 1845 — президент парламенту Швейцарії.
- 1 січня — 31 грудня 1847 — бургомістр кантону Цюрих.
- 6 листопада — 21 листопада 1848 — президент Ради кантонів парламенту Швейцарії.
- 16 листопада 1848 — 25 липня 1861 — член Федеральної ради Швейцарії.
- 21 листопада 1848 — 31 грудня 1849 — президент Швейцарії, начальник політичного департаменту (міністр закордонних справ).
- 1 січня 1850 — 31 грудня 1851 — начальник департаменту (міністр) юстиції і поліції.
- 1 січня — 31 грудня 1851 — віце-президент Швейцарії.
- 1 січня — 31 грудня 1852 — президент Швейцарії, начальник політичного департаменту.
- 1 січня 1853 — 31 грудня 1854 — начальник департаменту юстиції і поліції.
- 1 січня — 31 грудня 1855 — президент Швейцарії, начальник політичного департаменту.
- 1 січня 1856 — 31 грудня 1857 — начальник департаменту юстиції і поліції.
- 1 січня — 31 грудня 1857 — віце-президент Швейцарії.
- 1 січня — 31 грудня 1858 — президент Швейцарії, начальник політичного департаменту.
- 1 січня 1859 — 25 липня 1861 — начальник департаменту юстиції і поліції.